# Generalsekreterare för Kinas kommunistiska parti
Generalsekreteraren för Kinas kommunistiska parti (kinesiska: 中国共产党中央委员会总书记) är överhuvudet för Kinas kommunistiska parti (KKP), det enda styrande partiet i Kina. Sedan 1989 har generalsekreteraren för KKP varit Kinas högste ledare.
Enligt konstitutionen för kinas kommunistiska parti agerar generalsekreteraren ex officio i Politbyråns ständiga utskott, Kinas de facto högsta beslutsfattande organ. Generalsekreteraren är också chef för sekretariatet. Sedan 1989 har innehavararen av posten varit, förutom vid övergångsperioder, ordförande för den centrala militärkommissionen vilket gör innehavaren till den högsta befälhavaren för Folkets befrielsearmé. Ämbetet som generalsekreterare är den högsta position som leder Kinas Nationella folkkongress, statsråd, Kinesiska folkets politiskt rådgivande konferens, Folkets högsta domstol i Folkrepubliken Kina, Folkets högsta åklagarämbete och Folkrepubliken Kinas regering. Som den högsta ledaren för världens största ekonomi efter BNP-köpkraftsparitet, den näst största ekonomin efter nominell BNP och en potentiell supermakt, anses generalsekreteraren vara en av världens mäktigaste politiska figurer.
KKP:s generalsekreterare är nominellt vald av Centralkommittén i Kinas kommunistiska parti. I praktiken har de facto-metoden för att välja generalsekreterare varierat över tid. De två senaste generalsekreterarna: Hu Jintao och Xi Jinping, valdes först till posten som förste sekreterare för sekretariatet i samma process som användes för att fastställa medlemskapet och rollerna för KKP:s ständiga utskott för politbyrån. Under denna informella process skulle den första sekreteraren väljas under överläggningar av sittande politbyråmedlemmar och pensionerade politbyråmedlemmar i ständiga kommittén inför en partikongress. Förste sekreteraren skulle senare efterträda den avgående generalsekreteraren som en del av en generationsledarskapsövergång vid den efterföljande partikongressen.
Den sittande generalsekreteraren Xi Jinping, tillträdde den 15 november 2012 och omvaldes den 25 oktober 2017. Xi spekulerades att styra partiet och landet efter den 20:e nationalkongressen 2022, vilket tog bort de tidigare de facto mandatgränserna på två perioder, vilket bekräftades på kongressen. Den sista personen som styrde landet i mer än två mandatperioder var Mao Zedong som verkade som ordförande för KKP:s centralkommitté från 1945 till sin död 1976.

## Befogenheter
Sedan den 12:e centralkommittén avskaffade posten som ordförande för Kinas kommunistiska parti 1982, har generalsekreteraren varit partiets högsta uppsatta ämbete och leder sekretariatet, politbyrån och det ständiga utskottet.
Sedan dess återinförande 1982 har posten som generalsekreterare varit det högsta ämbetet i KKP, även om det inte blev den mäktigaste posten förrän Deng Xiaopings pensionering 1990. Eftersom Kina är en enpartistat, innehar generalsekreteraren den yttersta makten och auktoriteten över stat och regering, och anses vanligtvis vara Kinas "överordnade ledare". De flesta av människorna fram till Xi Jinping som erhållit posten har haft mycket mindre makt än Mao Zedong. Sedan mitten av 1990-talet har generalsekreteraren traditionellt också innehaft posten som Kinas president. Medan presidentskapet är en ceremoniell post är det vanligt att generalsekreteraren tar över presidentskapet för att bekräfta sin status som statschef.
Sedan Xi Jinping valdes har två nya organ inom KKP upprättats: Nationella säkerhetskommissionen för Kinas kommunistiska parti och Centrala kommissionen för omfattande fördjupande reformer. Dessa organen koncentrerar den politiska makten till den överordnade ledaren i högre grad än tidigare sedan Mao. Dessa organ hade i uppdrag att fastställa den allmänna politiska inriktningen för nationell säkerhet samt agendan för ekonomiska reformer. Båda grupperna leds av KKP:s generalsekreterare, därav har makten för generalsekreteraren blivit alltmer koncentrerad.